# Hyacinthe Theodore Hannecart
Hyacinthe Theodore Joseph Hannecart (Zinnik, 6 oktober 1792 - Halle, 10 januari 1861) was een Belgisch politicus en grondbezitter.

## Levensloop
Hij werd geboren als zoon van Jean Louis Joseph Hannecart en Marie Julie Josephe Demeulder. Hij trouwde met Amelie Elisabeth Vandercammen.
Hannecart werd in 1841 aangesteld tot burgemeester van Halle in opvolging van zijn in 1840 overleden schoonbroer Gregoire-Joseph Blondeau.
In 1844 was hij kandidaat bij de provinciale verkiezingen, maar slaagde er niet in verkozen te worden.
In 1838 liet hij een ommegangkapel bouwen in de buurt van zijn woonst, het inmiddels verdwenen kasteel Les Tourelles. De kapel is sinds 2019 eigendom van de stad Halle.